# Stopnica
Stopnica (dawniej Stobnica) – miasto w Polsce, w województwie świętokrzyskim, w powiecie buskim, siedziba gminy miejsko-wiejskiej Stopnica.

## Położenie
Miejscowość położona jest na Garbie Pińczowskim, około 15 km na wschód od Buska-Zdroju. Znajduje się na granicy Ponidzia i regionu staszowsko-szydłowskiego. Przepływa przez nią rzeka Stopniczanka, wpadająca w Sanicę, by dalej połączyć się z Wisłą. Stopnica jest węzłem drogowym na trasie drogi krajowej nr 73, z którą krzyżują się tu drogi wojewódzkie nr 756 i 757.
Stopnica leży na dawnym Szlaku Jagiellońskim.
Przez miasto przechodzi  zielony szlak turystyczny z Wiślicy do Grochowisk.

## Stopnica w podziałach administracyjnych
Stopnica od 1102 r. podlegała pod kasztelanie połaniecką, następnie ok. w połowie wieku XIII przeszła pod zarząd wiślickiej. Było miastem królewskim Korony Królestwa Polskiego. Po koronacji Władysława Łokietka ustanowiony został nowy podział administracyjny, kasztelanie zastąpiono powiatami, tak więc Stopnica znalazła się w powiecie wiślickim w województwie sandomierskim. Taki stan rzeczy utrzymał się do upadku I Rzeczypospolitej. Po rozbiorach Stopnica znalazła się w Galicji zachodniej pod rządami austriackimi, wprowadzono wówczas podział na cyrkuły, natomiast dominia i magistraty stały się podstawowymi jednostkami administracyjnymi. Od 1809 r. tereny te w wyniku wojen napoleońskich przypadły Księstwu Warszawskiemu, wówczas podzielono kraj na departamenty, zarządzane przez prefektów. Niższą jednostką administracyjną były powiaty, wtedy Stopnica znalazła się w powiecie stopnickim. Po upadku księstwa i powstaniu Królestwa Polskiego departamenty zastąpiono województwami, podzielonymi na obwody, składające się z kilku powiatów. W ten sposób Stopnica znalazła się w województwie krakowskim, przemianowanym później na kieleckie, w obwodzie stopnickim, w powiecie stopnickim. Po utracie częściowej autonomii w wyniku nieudanego powstania listopadowego, województwa przemianowano na gubernie, obwody na powiaty, a dawne powiaty na okręgi. W 1845 gubernie sandomierska i kielecka zostały połączone w gubernie radomską, istniejącą do 1866 r., kiedy została podzielona na kielecką i radomską. W wyniku reformy gminnej w 1869 r. Stopnica utraciła prawa miejskie. Podczas I wojny światowej i okupacji austro – węgierskiej siedziba powiatu przeniesiono została ze Stopnicy do Buska. W 1921 r. powiat stopnicki znalazł się w woj. kieleckim. Podczas II wojny światowej 26.11.1939 r. utworzono Generalne Gubernatorstwo, powiat stopnicki przemianowano na buski. Po wojnie władze Polski Ludowej przywróciły przedwojenny podział, ale w związku ze zrównaniem Stopnicy z ziemią powiat stopnicki został zlikwidowany, a na jego miejsce utworzono buski w 1948 roku. W 1954 gminy zmieniono na gromady, z czego wycofano się w 1972 r., kiedy powrócono do gmin, następnie w 1975 zlikwidowano powiaty, a także zwiększono liczbę województw z 17 do 49. Ostatecznie Stopnica znajduje się obecnie w granicach województwa świętokrzyskiego, powiecie buskim, gminie Stopnica.

## Historia
Nazwa miejscowości zmieniała się na przestrzeni lat: Stobyncza w XIII w., Stobnicia w 1275 r., Stobnycza w 1360 r. i 1362 r., Stobnicza w 1470 r. i 1545r., oraz Stobnica w 1789 r. Według legendy nazwa Stopnica wzięła się od śladów stóp pozostawionych przez grupę grasujących w rejonie rabusiów, którymi podążył król Władysław Łokietek z armią w celu ukrócenia ich zbójeckiej działalności. Jednak najbardziej prawdopodobną teorią pochodzenia nazwy jest ta, że wywodzi się ona od „Stob” od morfenów wodnych, dużej ilości cieków wodnych i mokradeł. Początek Stopnicy nie jest pewna i prawdopodobnie wiąże się z przybyciem kanoników świeckich oraz fundacją kościoła przez ród Janinów w XI lub XII stuleciu. Miejscowość odgrywała w XII w. taką rolę, że biskup krakowski Baldwin w swojej tytulaturze zawierał status kanonika stopnickiego. Pod koniec tego samego wieku inny biskup krakowski używał także tytulatury związanej z tą osadą. Istnieje również teoria, iż ów miejscowość od założenia należała do zgromadzeń kościelnych. W 1275 r. książę Bolesław Wstydliwy przebywając w Stopnicy wydał przywilej dla klasztoru w Wąchocku (Kodeks Małopolski II 136).

### Prawa miejskie i przywileje

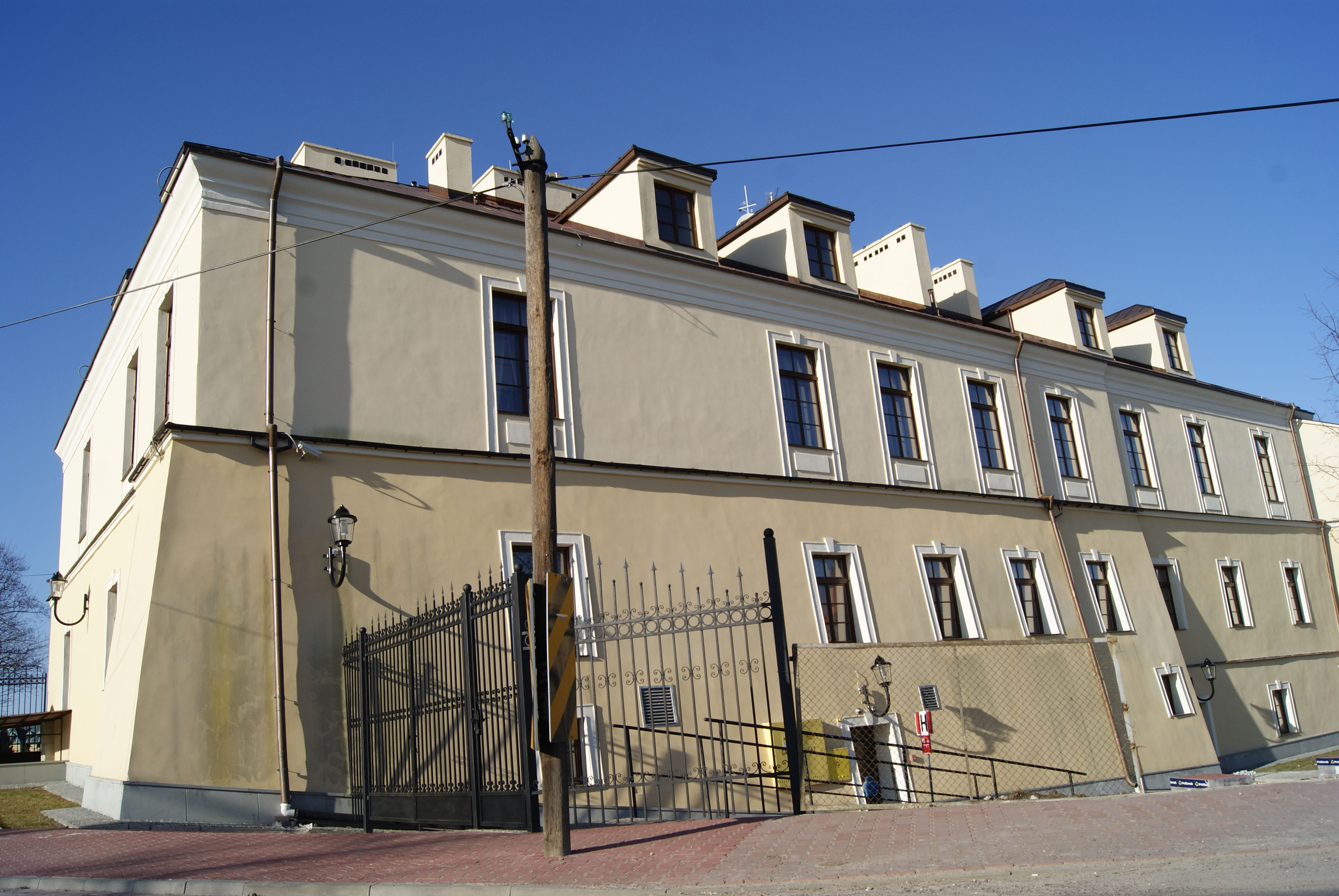
Zamek królewski (XIV w.)

Przed nadaniem prawa miejskiego niemieckiego Stopnica funkcjonowała na prawie polskim. Do czasu nadania praw przez Kazimierza Wielkiego pełniła funkcje osady targowej. Znajdowała się tu liczna parafia szacowana na 1830 osób w 1340 r. Ostatni piast ufundował tu także murowany kościół pw. św. Piotra i Pawła. Fundacja ta wiązana jest ze sprawą mordu księdza Marcina Baryczki w 1349 r., fundacja była jednym z warunków pokuty jamie musiał spełnić monarcha. Król ofiarował na rzecz kościoła złoty kielich wotywny oraz srebrną hermę św. Marii Magdaleny. Kazimierz III Wielki 26 kwietnia 1362 r. nadaje Stobniczy i przyległym wsiom starej Stobnicy, Falencinowi prawo średzkie i na lat 16 uwalnia od wszelkich podatków i ciężarów. Stąd Długosz uważa Kazimierza za założyciela miasta. Nadto pisze Długosz że król Stobnicę znaczną atencją darzy. (Długosz. Liber Beneficiorum II, 441) stąd na polecenie króla, w mieście wybudowano murowany, gotycki kościół, w miejsce dawnego drewnianego, szpital, oraz obronny zamek. Podczas rządów Władysława Jagiełły m.in. Stopnica od 1403 r. darowana została bratu monarchy, Świdrygielle, które w wyniku knowań politycznych tego drugiego zostały mu odebrane i przez kolejne lata tereny były pod zarządem starostów. 1412 r. Stopnica otrzymała przywilej targowy, odbywający się co tydzień we wtorki oraz na jarmark, który odbywał się co roku dnia 1 sierpnia, na św. Piotra w Okowach. Dobra stopnickie przed połową wieku XV znalazły się pod zarządem Jana z Czyżowa. Po jego śmierci w 1458 r. dobra znalazły się w kręgu zainteresowań krewnych walczących o schedę po zmarłym. W 1498 roku Jan Olbracht potwierdził przywilej Kazimierza III Wielkiego ze względu na pęknięcie pieczęci przy oryginalnym dokumencie, co czyniło go nieważnym. Ostatecznie uregulowanie spraw majątku po Janie nastąpiło w latach dziewięćdziesiątych XV w., zarząd nad stopnicą otrzymał Jan Ostroróg, kasztelan i wojewoda poznański. Po jego śmierci w 1501 r. starostwo stopnickie otrzymał Stanisław Ostroróg, syn Jana. Stopnica w tych latach była lokalnym ośrodkiem wymiany handlowej. Pomimo posiadania praw miejskich ludność zajmowała się głównie uprawą roli. W 1504 r. Stanisław Ostroróg uzyskał dla miasta zwolnienie od dostarczania podwód, następnie w 1508 zwolnienie na 8 lat z płacenia podatków, poza czopowym. Druga ulga spowodowana była pożarem miasta. Stanisław umiera w 1515 r., a jego obowiązki przejmuje brat Wacław Ostroróg., którego staraniem monarcha potwierdził wydane przywileje na targi i jarmarki. Po Ostrorogach starostwo stopnickie przejęli Zborowscy. Miasto otrzymało liczne przywileje od władców z dynastii Jagiellonów, których spis okazał w 1562 r. Marcin Zborowski przy lustracji miasta. Były wśród nich przywileje z lat 1410, 1439, 1442, 1444, 1445, 1487 i 1520. W czasach Zygmunta Augusta proboszczem był tu ks. Piotr Arcichowski herbu Grabie, który miał także godność kanonika krakowskiego, pełniąc również funkcje sekretarza króla i referendarza koronnego. Z miasta tego pochodził Jan ze Stobnicy (ok. 1470–1530) – profesor Akademii Krakowskiej, filozof, przyrodnik i geograf.
Pod koniec XIV w. i w XV w. w mieście zbierał się szlachecki sąd ziemski. W okresie od XV do XVIII wieku miasto było starostwem niegrodowym. W XVI wieku, Stopnica przejściowo była ośrodkiem kalwinizmu. Zbór kalwiński urządzony został w Stopnicy, przez jednego z jej starostów, Marcina Zborowskiego, wojewodę kaliskiego około 1551 roku. Jednak już pod koniec XVI wieku było tu zaledwie dwóch kalwinistów, uczęszczających na msze do pobliskiej Oleśnicy. Pod koniec XVI w. Stopnica była małą osadą, liczącą prawdopodobnie niewiele ponad 500 mieszkańców. Po Zborowskich, ostatnim był Jan Zborowski, zmarły w 1586 r. starostwo przejął Stanisław Tarnowski. Jednak ród Zborowskich nie chciał rezygnować z tych ziem i we wrześniu 1587 r. Andrzej Zborowski napadł przebywającego w Stopnicy Tarnowskiego, po czym uwięził go w Wiślicy i wypuścił dopiero po obietnicy Tarnowskiego, że ten nie będzie ubiegał się o zatrzymanie Stopnicy i odszkodowanie. Incydent ten powiązany był z walką o tron między zwolennikami Wazy i Habsburga po śmierci Batorego. Po koronacji Zygmunta III Wazy, Stanisław Tarnowski, będący zwolennikiem Szweda otrzymał 30.05.1588 r. w dożywotnią dzierżawę Stopnicę. Kolejnymi zarządcami tych dóbr byli Ossolińscy, początkowo w 1618 Zbigniew, wojewoda sandomierski. Rok później oddał te ziemie pod zarząd syna, Krzysztofa Ossolińskiego, który ufundował tu kościół i klasztor reformacki w 1633 r.

### Czasy I Rzeczypospolitej
15 marca 1649 r. Jan Kazimierz potwierdził dla Stobnicy prawo miejskie niemieckie oraz resztę przywilejów. Polecił m.in. odbywanie sądów w mieście 2 razy w tygodniu oraz zakazał Żydom mieszkać w pobliżu kościoła i rynku. Były to jednak ostatnie lata pomyślnego rozwoju i wspaniałej egzystencji tego miasta. W 1655 roku kościół farny został złupiony przez Szwedów. Większych zniszczeń jednak doznała Stobnica podczas najazdu sprzymierzonych ze Szwedami wojsk Księcia Siedmiogrodu Jerzego II Rakoczego. Złupiły one kościół, zamek i miasto dopuszczając się w nim wielu okrucieństw. Żołnierze spuścili też wodę ze stawu zamkowego spodziewając się w nim zatopionych skarbów. Zniszczeń dokonanych przez Szwedów i Węgrów dopełniła morowa zaraza, w wyniku której zmarło 600 parafian. Stopnica z trudem podniosła się z upadku. W 1741 r. w mieście odbył się proces o czary, który zakończył się wyrokiem skazującym, na śmierć przez ścięcie skazano dwie kobiety, których ciała następnie spalono. Kolejna sprawa odbyła się w 1759 r., kiedy to oskarżono o profanację insygniów kościelnych stopnickich Żydów. W 1752 r. ostatnim już starostą stopnickim został Eliasz Wodzicki. Przebudował on zamek, a także zmieniał zabudowę rynku.
W 1781 roku miasto zaszczycił swą wizytą ostatni król Polski Stanisław August Poniatowski. Wieczorem 11 czerwca 1787 roku przybył do Stopnicy witany przez Eliasza Wodzickiego starostę stopnickiego, przy akompaniamencie salw z armat zamkowych i radosnych okrzyków stopniczan. W następnym dniu 12 czerwca, król opuścił Stopnicę. Rozwój miasta na pewien czas zahamowany został przez wielki pożar z 1795 roku. W dniu 10 kwietnia 1795 roku miasto padło ofiarą pożaru, który rozpoczął się w domostwie żydowskim. Oprócz domów mieszkalnych spłonęła szkoła, kościół farny, synagoga, zabudowania plebańskie oraz prawdopodobnie ratusz.

### Zabory
Po rozbiorach Polski miejscowość znalazła się w zaborze austriackim, wprowadzony został austriacki aparat administracyjny. Władza administracyjna, sądownicza, gospodarcza oraz policyjna znalazła się w rękach magistratu, składającego się z urzędników państwowych. Dawne królewszczyzny zamienione zostały na ekonomie, przy czym zaborca nie zmienił systemu owych posiadania. Z tego powodu Wodzicki nadal posiadał dobra stopnickie. W 1804 Wodziccy zrzekli się dóbr stopnickich na rzecz władz austriackich za dożywotni ekwiwalent 4800 zł reńskich, wypłacany co roku. W 1805 zaborca dokonał pomiaru miasta i dóbr stopnickich, Od 1809 roku Stopnica w wyniku wojny polsko – austriackiej znalazła się w terytorium Księstwa Warszawskiego, w którym stała się siedzibą powiatu stopnickiego w departamencie krakowskim. Status ten miasto utrzymało w 1815 roku po likwidacji Księstwa i utworzeniu Królestwa Kongresowego pod zaborem rosyjskim. Zmianom uległo nazewnictwo, departament przemianowano na województwo a powiat na okręg. W okresie istnienia Księstwa warszawskiego, na mocy dekretu księcia Fryderyka Augusta z dnia 23.02.1809 r. miasteczka, takie jak Stopnica otrzymała władzę w postaci burmistrza z honorowymi ławnikami. Organ samorządowy stanowiła rada miejska składająca się z kilku rajców, wyznaczanych spośród kandydatów przez prefekta. W celu pozyskania funduszy przez państwo ekonomie były łączone w kompleksy oraz oddawane w dzierżawę. Ekonomia stopnicka została połączona z ekonomią nowomiejską. Pierwszym dzierżawcą tych dóbr był Jan Nepomucen Rupniewski od 1.06.1810, niestety zmarł rok później. W 1812 r. dzierżawcą został Andrzej Tysson, następnie Andrzej Walchnowski. Poddzierżawił on w 1822 te dobra Franciszkowi Zagrodzkiemu, będącemu wójtem owej ekonomii. Od 1828 – 1839 dzierżawcą był Teofil Łętowski, a od 1839 ostatnim już dzierżawcą został Roman Jurkowski. Wartym zaznaczenia jest fakt, że ekonomia stopnicka przystąpiła do Towarzystwa Kredytowego Ziemskiego. W 1838 r. ekonomia stopnicka na mocy decyzji cara, została darowana i nadana na własność z prawem dziedziczenia na zasadzie majoratu, naczelnikowi wojennemu guberni krakowskiej Ludwikowi Bohlenowi, w ramach tzw. donacji paskiewiczowskich. W okresie tym oczynszowano chłopów, przeprowadzono parcelacje, ściągano kolonizatorów, dążono do modernizacji rolnictwa na tym terenie. Zakończyła się w 1851 r., już po śmierci Bohlena. Po nim ziemie tę przejął jego syn Teodor Bahlen, który zmarł w 1857 r. Po nim z kolei dobra przejęła jego siostra, która wydzierżawiła je w 1860 r. Wilhelmowi Gottshalkowi na okres 12 lat. Od 1876 r. donacje stopnicką objął nowy właściciel Lew Lisiecki.
Po powstaniu Królestwa Polskiego, rozpoczęto pracę celem uporządkowania i uregulowania miast. Pierwszą rzeczą, którą należało zrobić, było opracowanie planu pomiarowego miast. Takowy opracował dla Stopnicy Marcin Potocki w 1821 r., równocześnie powstał plan regulacji miasteczka. Wówczas zamieszkiwało miejscowość 1171 os., z czego ok. 46,6% stanowili żydzi. Podstawą utrzymania ludności było uprawianie roli, handel i rzemiosło. Co tydzień odbywały się tu targi we wtorki, a jarmarki 14 razy w roku. Handlowano zwierzętami, płodami rolnymi itp. Ulice były częściowo utwardzone. W latach 1829–1830 wybrukowano niewielki rynek, następnie ulice prowadzącą do kościoła oraz Nowomiejską i Staszowską. W celu oddalenia zagrożenia pożarami ograniczano drewnianą zabudowę, na rynku powstała studnia z pompą projektu inż. Wojciecha Giersza, niestety urządzenie nie sprawowało się najlepiej. Dopiero powstanie w 1854 r. dwóch studni z żelaznymi pompami zapewniło odpowiednie zaopatrzenie w wodę. Mimo wszystko przez kolejne dziesięciolecia poziom życia mieszkańców nie podniósł się znacznie, a nawet niekiedy jeszcze bardziej się pogarszał, pomimo dostępnych surowców materialnych jak wapień liczba domów murowanych nie powiększała się.
W roku 1863 ludność powiatu stopnickiego czynnie zaangażowała się w powstanie styczniowe. Sformowany w powiecie stopnickim pułk pod dowództwem Karola Kality Rębajły, uczestniczył m.in. w bitwach pod Mierzwinem, Hutą Szczeceńską, Lubienią, oraz w bitwie opatowskiej. Wbrew powszechnemu przekonaniu Stopnica nie utraciła praw miejskich w ramach represji po powstańczych, lecz dlatego, że nie spełniała warunków ustawy z 1869 r., według której miastem pozostawały miejscowości, których ludność liczyła ponad 3000 osób lub mniej niż połowa mieszkańców utrzymywała się z roli albo suma z podatków zebranych od mieszkańców przekraczała 1500 rubli. Mimo utraty statusu miasta Stopnica została osadą w której urzędowały władze powiatu. Kolejnym problemem osady był bardzo niski poziom szkolnictwa. Istniała jednoklasowa szkółka początkowa, w 1817 otworzono Niedzielną Szkółkę Rzemieślniczą, do której uczęszczało kilkanaście osób, została zamknięta w 1895. Ciekawą była próba założenia prywatnej jednoklasowej szkółki żeńskiej, podjęta przez Petronele Powalską. Niestety pomimo akceptacji władz placówki nie udało się założyć ze względu na brak środków. Szkolnictwo żydowskie górowało nad katolickim, w 1899 r. było tu 14 chederów. W 2. poł. XIX w. nadal postępowała akcja regulacyjna osady, w latach 1868–1873 na 218 domów 114 było wybudowanych z drewna. Kolejnym krokiem w walce z pożarami było powołanie 31.01.1901 r., decyzją gubernatora kieleckiego, ochotniczej straży pożarnej, nazywanej wówczas Towarzystwem ogniowym. Zgłosiło się 122 ochotników, naczelnikiem został Ignacy Bem. W 1912 Towarzystwo otrzymało zgodę na utworzenie 24-osobowej orkiestry. Kolejnym krokiem była budowa wieży ciśnień oraz kładzenie wodociągów, jednak nawet to nie ograniczyło skutków pożaru z 1909 r. W osadzie zreorganizowano szpital w którym pod koniec XIX wieku pracowało dwóch lekarzy, trzech felczerów oraz dwie akuszerki. Podczas Rewolucji 1905 konspiratorzy należący do Organizacji Bojowej PPS po dokonaniu udanego napadu skonfiskowali zawartość sejfu rosyjskiego w urzędzie pocztowym w Stopnicy. Przed wybuchem wojny mieszkało tu ponad 4 tys. mieszkańców.
Podczas pierwszej wojny światowej Stopnica znalazła się na linii frontu austriacko – rosyjskiego, przez co uległa znacznym zniszczeniom. W tym czasie wybuchły tu epidemie cholery i tyfusu. Po zajęciu Kielecczyzny przez armię austro – węgierską powołane zostało Generalne Gubernatorstwo wojskowe. Pod zarządem Austriaków Stopnica utraciła pozycję centrum powiatu na rzecz Buska. W celu zorientowania się w sytuacji nowe władze przeprowadziły lustrację, pod koniec wojny w 1918 zamieszkiwało tu 5500 osób, z czego ok. 3,5 tys. osób wyznania mojżeszowego.

### W II Rzeczypospolitej

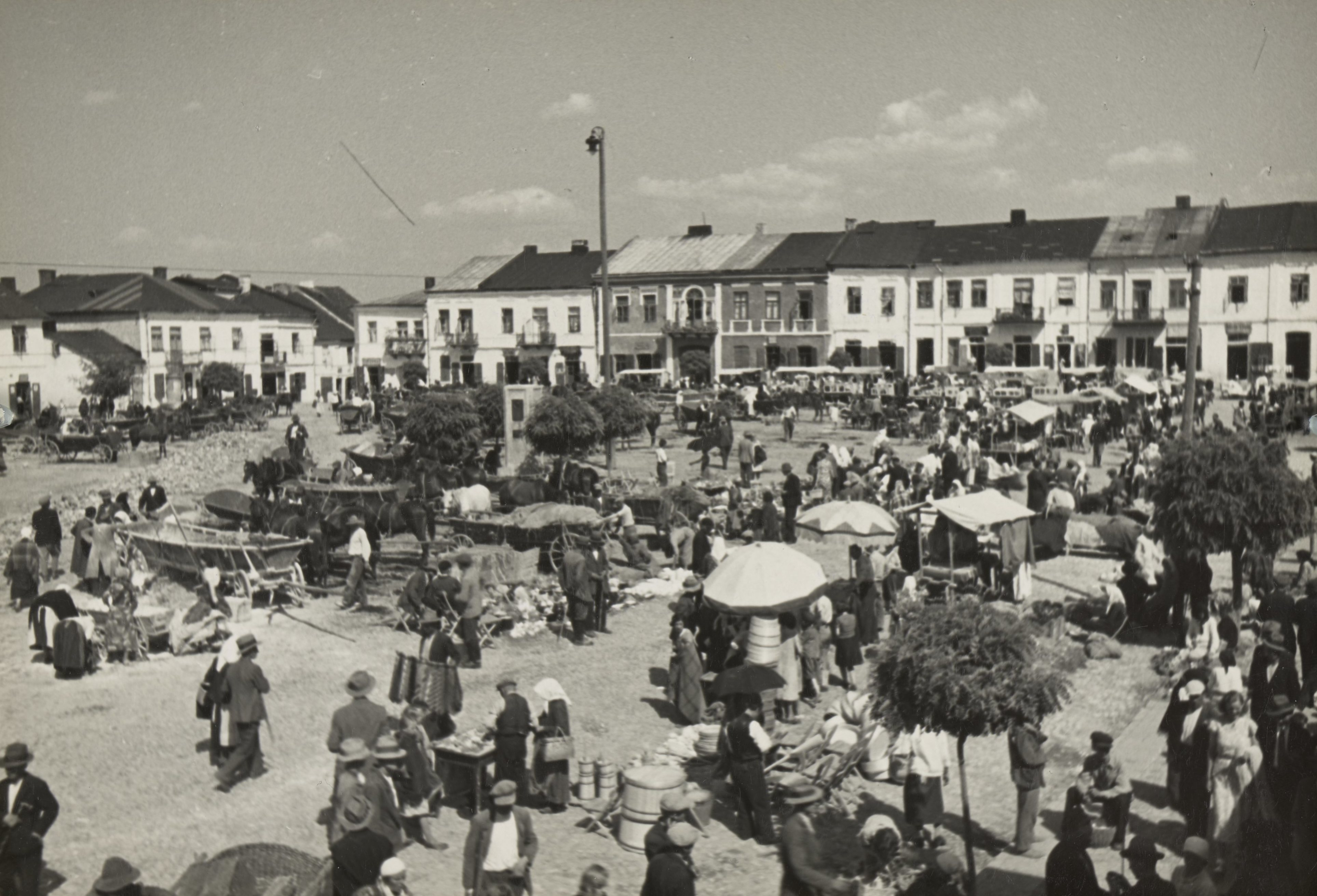
Rynek (około 1936)

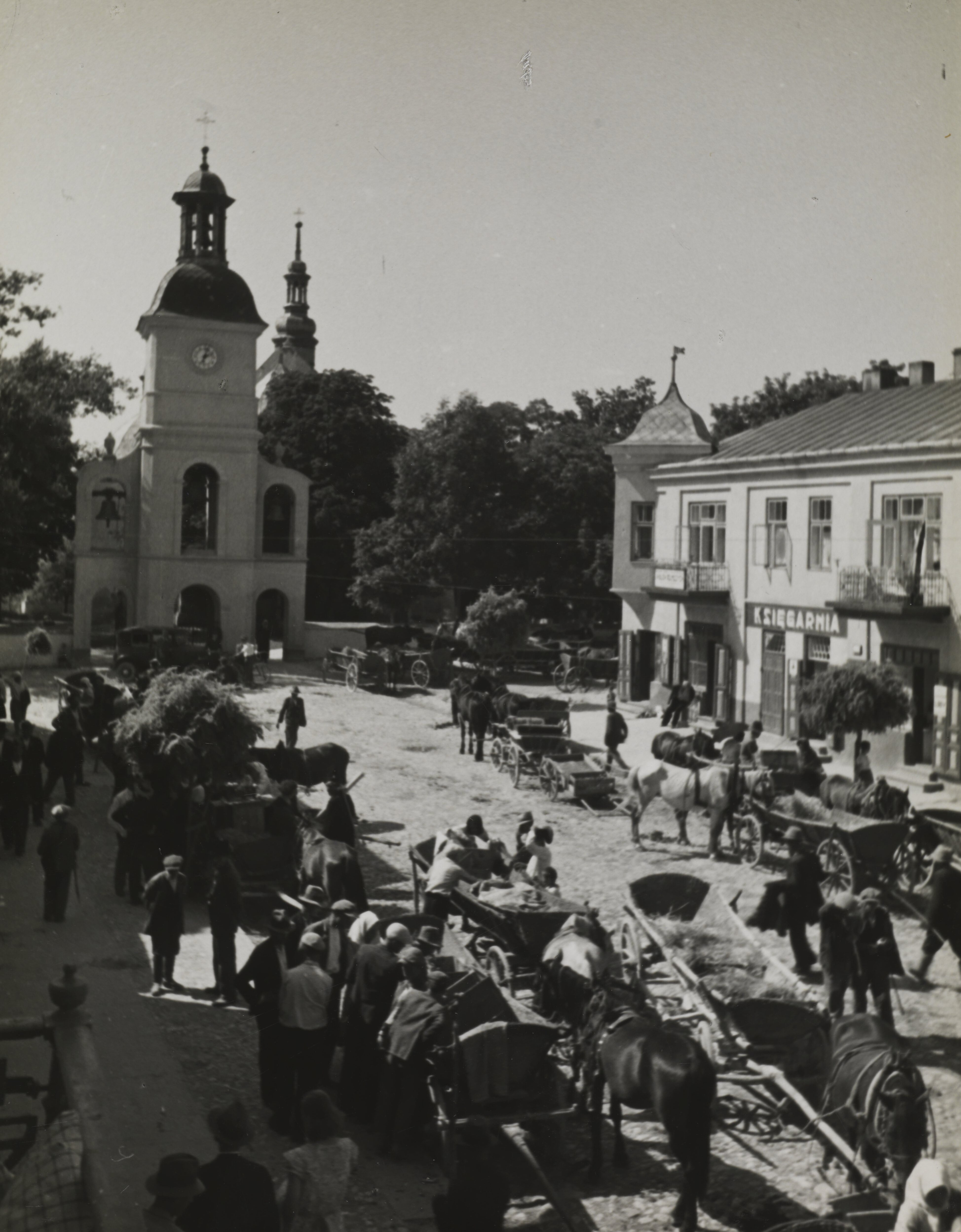
Widok miasta (około 1936)

Po zakończeniu I wojny światowej sejmik powiatowy próbował przywrócić Stopnicy pozycję miasta powiatowego, m.in. poprzez powołanie gimnazjum. Podjęto również uchwałę na mocy której miejscowość odzyskała by pozycję, tak się jednak nie stało z powodu interwencji Feliksa Tarnogórskiego, starosty powiatowego rezydującego w Busku. Przez kolejne lata szalała epidemia tyfusu i cholery, co odbiło się na liczebności miasta, po 1921 r. miasteczko liczyło 4401 osób, z czego 3226 wyznania mojżeszowego, kilku luteran i prawosławnych Rosjan i jeden mariawita. Od 1918 istniała samodzielna gmina Stopnica, zarządzana przez wójta, otoczona dookoła gminą Wolica, do której przyłączono część terenów tzw. folwarku „Podzamcze”, stanowiącego niegdyś część dóbr stopnickich. Kolejną stratą było przeniesienie przez starostę Tarnogórskeigo stopnickiego gimnazjum i liceum do Buska w 1933 roku. Pod koniec XX – lecia międzywojennego usypano kopiec Tadeusza Kościuszki, postawiono pomnik J. Piłsudskiemu, a także zwiększyła się liczba mieszkańców, w 1939 do 6412 osób.

### Okres II wojny światowej
W 1939 roku większą część mieszkańców Stopnicy stanowili Żydzi. 9 września 1939 w rejonie Stopnicy oddziały Grupy Operacyjnej „Śląsk” (Armia „Kraków”) walczyły z oddziałami niemieckiego VIII Korpusu Armijnego. W samym mieście I batalion 203 pułku piechoty rezerwowego (batalion ON „Tarnowskie Góry”) zniszczył orkiestrę niem. 15 pułku pancernego (5 DPanc.). Winą za „wymordowanie bezbronnego oddziału” obarczony został płk Stanisław Kalabiński, dowódca 55 Dywizji Piechoty Rezerwowej.
Po wyparciu sił polskich i wkroczeniu Niemców do miasta, okupanci spalili południową zabudowę rynku. Stopnica znalazła się w Generalnym Gubernatorstwie, utworzonym 26.10.1939 r., powiat stopnicki z siedzibą w Busku przemianowano na powiat buski. W latach 1941–1942 w mieście funkcjonowało getto żydowskie, w którym znajdowało się 4420 osób wyznania mojżeszowego, najpewniej wszyscy zostali wywiezieni i zabici w obozie Treblince. Kolejnym nieszczęściem dla lokalnej ludności była łapanka, która odbyła się 6 lipca 1943 r., w dniu jarmarku. W zorganizowanej akcji w wywieziono ponad 100 osób na roboty przymusowe do Niemiec. W roku następnym Stopnica została spacyfikowana przez Niemców, w wyniku czego zginął Tomasz Gromadzki, były dyrektor stopnickiej szkoły podstawowej, działacz tajnej oświaty.
W 1944 roku w rejonie Stopnicy toczyły się zacięte walki w związku z tworzeniem przyczółka baranowsko-sandomierskiego przez Armię Czerwoną. Niemcy próbując zlikwidować przyczółek zbombardowali Stopnicę, a następnie uderzyli sześcioma dywizjami pancernymi na oddziały 5 Gwardyjskiej Armii gen. Aleksieja Żadowa.
Po ponownym opanowaniu Stopnicy, hitlerowcy 7 listopada 1944 roku wysadzili zaminowany klasztor oo. reformatów. Do kolejnych zniszczeń doszło w czasie walk między Armią Czerwoną a Wehrmachtem w czasie ofensywy styczniowej rozpoczętej 12 stycznia 1945 roku. Po zakończeniu działań wojennych w Stopnicy nie ostał się już ani jeden dom.

### W latach PRL

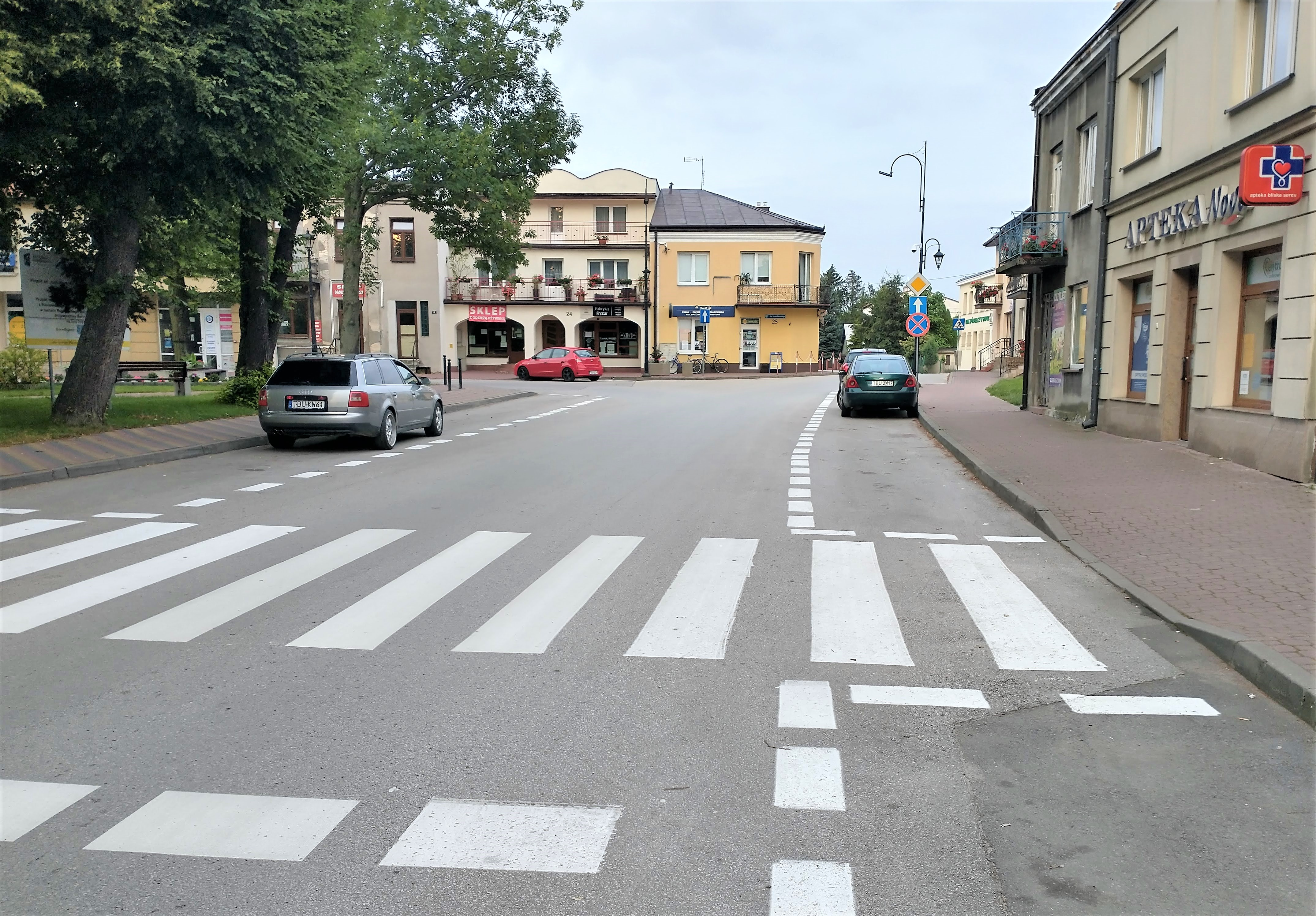
Widok miejski

W latach Polskiej Rzeczypospolitej Ludowej, nowe władze powróciły do podziału administracyjnego sprzed wojny. Stopnica powróciła do woj. kieleckiego oraz formalnie została stolicą powiatu stopnickiego z siedzibą w Busku. Wiosną 1945 r. zaczęła powracać ludność i rozpoczęto prace w celu naprawy zrujnowanego miasta. W 1956 tu mieszkało już 1170 osób, w 1952 zmieniono w końcu nazwę powiatu na buski, z kolei w 1960 miasteczko zamieszkiwało około 1800 osób. Jednym z największych problemów powojennej Stopnicy były lochy, powstałe w minionych wiekach. Przez ulewne deszcze, podziemne korytarze zaczęły się zapadać, przez co zawaliło się kilka domów. Ostatni raz lochy dały o sobie znać w 1974 r., kiedy to zapadły się niektóre chodniki i ulice. Kolejnym problemem było nieposiadanie praw własności 90% ludności na placach pożydowskich, na których osiedli. W związku z tym wstrzymywano prace budowlane domów mieszkalnych. W latach 1975–1998 Stopnica położona była w województwie kieleckim. Prawa miejskie odzyskała 1 stycznia 2015 roku.

## Mniejszości narodowe w Stopnicy
Dzisiejszą Stopnicę zamieszkują wyłącznie Polacy, prawie wszyscy są wyznania rzymskokatolickiego.

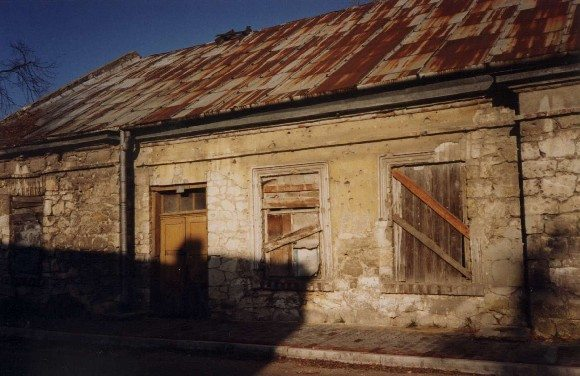
Ślady po kulach z czasów II wojny światowej na jednym z domów w Stopnicy

Jednak nie zawsze tak było. Do czasu eksterminacji Żydów jesienią 1942 roku dokonanej przez okupantów hitlerowskich, Żydzi stanowili 2/3 ludności miasta. Mieli dwie synagogi – starą i nową – usytuowane pomiędzy Rynkiem (obecnie plac Marszałka J. Piłsudskiego) a ul. Bóżniczą (obecnie Północna). Obie podczas zniszczenia Stopnicy zostały zburzone, a po wojnie nikt ich nie odbudował, gdyż nie było komu i dla kogo.
Początki osadnictwa żydowskiego w Stopnicy sięgają 1540 roku. Gmina żydowska istniała tu od 1649 roku.
W przeszłości drugą mniejszość religijno-etniczną obok żydowskiej, zamieszkującą Stopnicę, stanowili prawosławni Rosjanie. Byli oni przedstawicielami aparatu urzędniczo-wojskowo-policyjny carskiej Rosji. Przybyli do Stopnicy – jak i do innych miast Kongresówki – po upadku powstania styczniowego pod koniec lat 60. XIX wieku. Mieli cerkiew prawosławną (parafię założono w 1901 roku), mieszczącą się na piętrze ratusza położonego w północno-zachodnim rogu Rynku. Po wycofaniu się wojsk rosyjskich z terenów Kongresówki przed napierającą armią austro-węgierską w lecie 1915 roku, a w ślad za tym ewakuacją urzędów rosyjskich, cerkiew z braku wiernych przestała funkcjonować. Zlikwidowana została formalnie w 1918 roku w latach Polski międzywojennej, a w jej budynku mieściła się szkoła powszechna. Zburzona w czasie II wojny światowej nie została odbudowana. Przez kilkadziesiąt lat powojennych plac stał pusty. Obecnie na tym miejscu wznosi się postawiony w latach 90. XX wieku pawilon handlowy „Fantazja”, należący do Ferdynanda Wójtowicza. W obecnej Stopnicy mieszkają dwie rodziny o rodowodzie prawosławnym, całkowicie spolonizowane.

## Zabytki

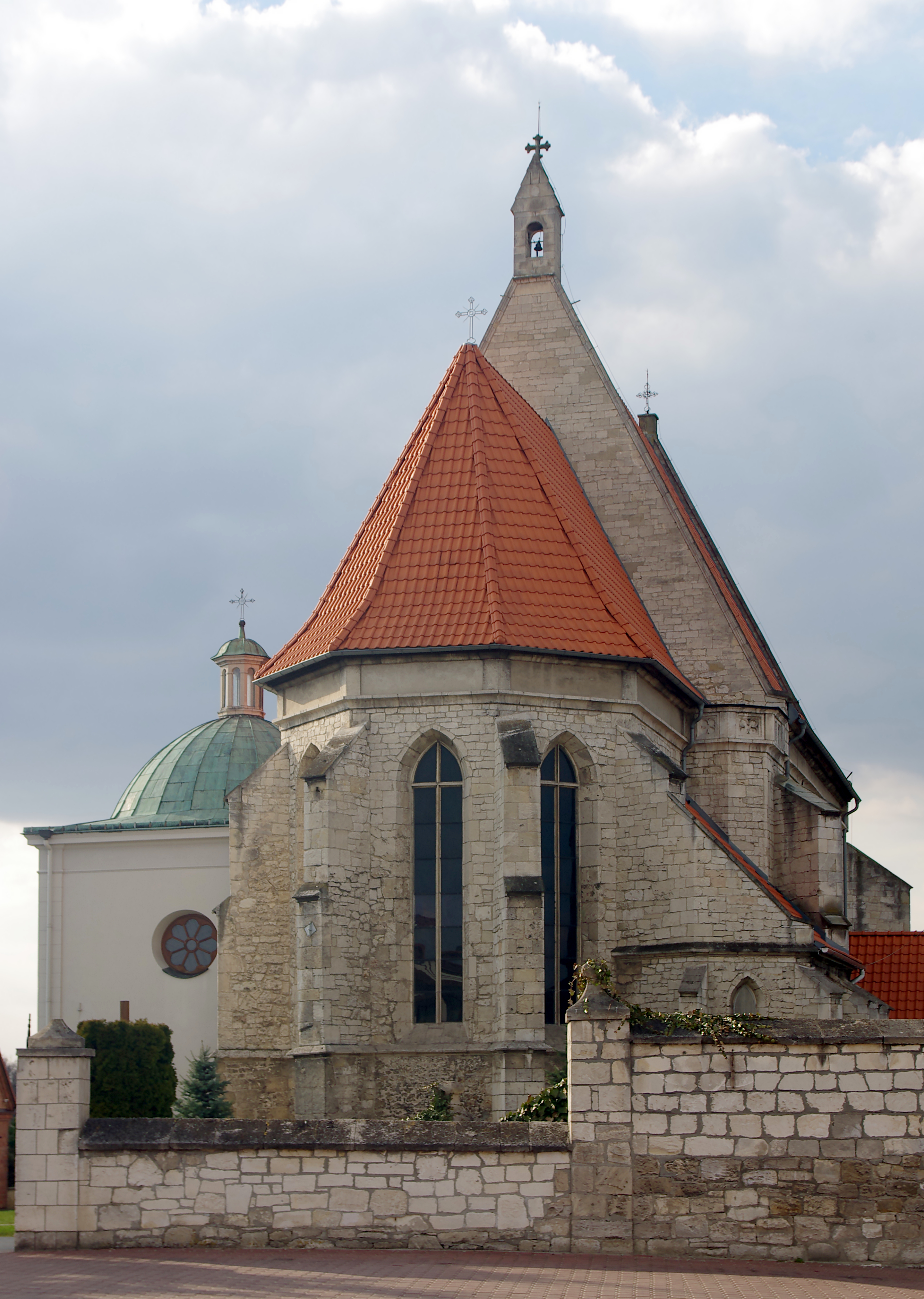
Kościół Świętych Piotra i Pawła (widok od strony wschodniej)

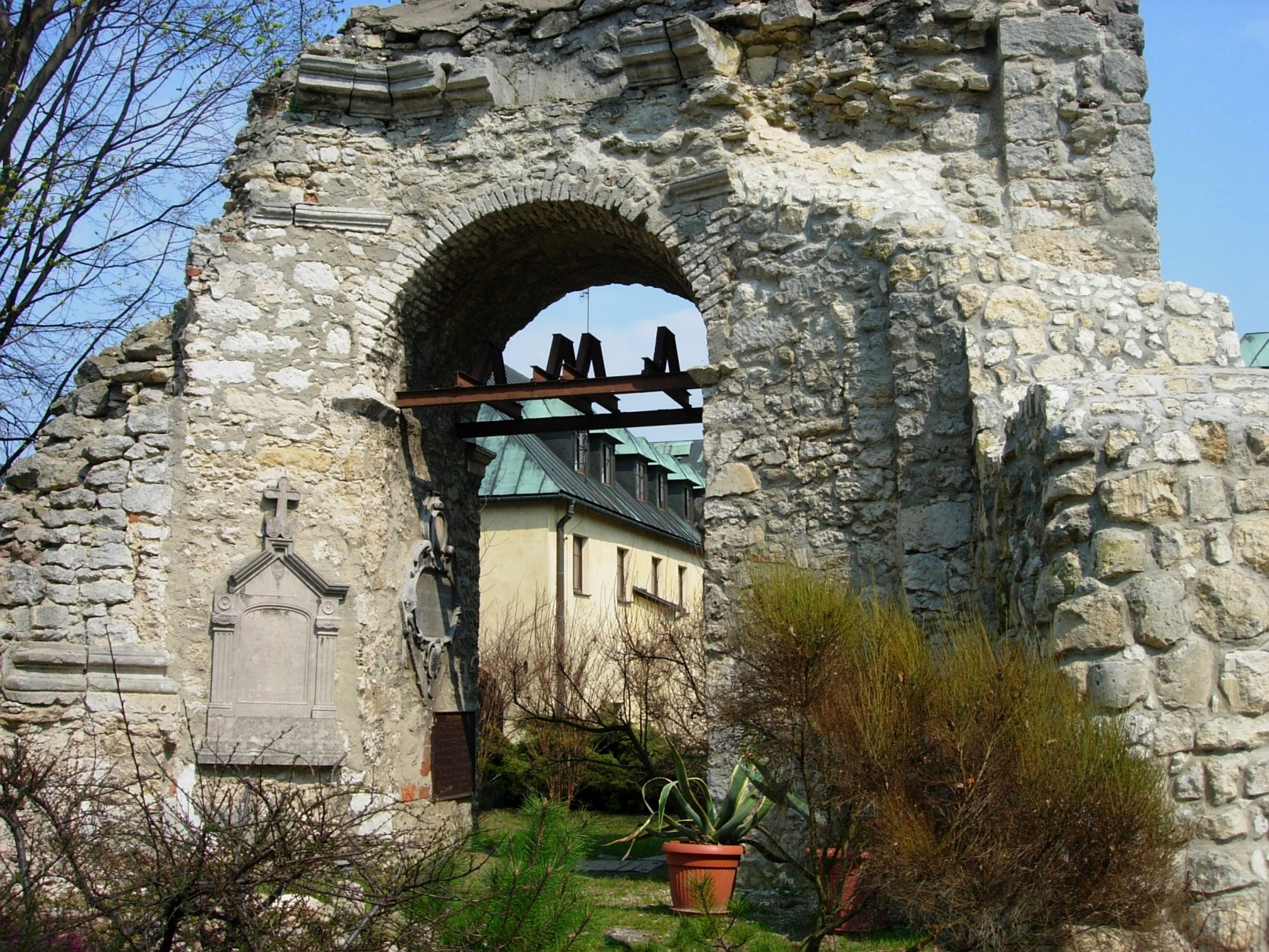
Zespół klasztorny sercanów, pozostałości zniszczonego kościoła

- Gotycki kościół farny pw. Św. App. Piotra i Pawła
- Zespół klasztorny oo. sercanów

### Zespół zamkowy

#### Zamek królewski
Niewielki zamek zbudowany jako królewska stacja podróżna w czasach panowania króla Kazimierza Wielkiego, wykorzystywana następnie przez Władysława Jagiełłę, a potem oddawany w dzierżawę. Rozbudowany w 2 połowie XVI wieku i na początku XVII wieku. Przebudowany w 1661 roku w stylu barokowym z inicjatywy Jana Klemensa Branickiego. Po raz kolejny przebudowany w 1783 roku przez Eliasza z Granowa Wodzickiego starostę stopnickiego i generała Małopolski. Stał się wtedy dwupiętrową (trójkondygnacyjną) rezydencją pałacową. Po III rozbiorze Polski i utworzeniu powiatu stopnickiego w 1809 roku zamek stał się siedzibą jego naczelnika.
W latach 1918–1933 mieściło się tu stopnickie gimnazjum sejmikowe. Zamek spłonął podczas pożaru w Stopnicy w 1859 roku. Wtedy odbudowano go pozbawiając drugiego piętra (trzeciej kondygnacji). Po zniszczeniach II wojny światowej zamek przez kilka lat pozostawał w ruinie. Podczas odbudowy zdjęto mury pierwszego piętra tak, że obiekt stał się budowlą parterową służącą jako punkt skupu Rejonowej Spółdzielni Ogrodniczo-Pszczelarskiej w Busku-Zdroju. Między zamkiem a rzeką znajduje się staw zamkowy, w latach 60. i 70. XX wieku używany jako miejsce do kiszenia ogórków. W wyniku drastycznej przebudowy zamek stracił cechy stylowe. Na północno-wschodnim narożniku obiektu zachowała się tylko skarpa. Front w okresie istnienia pałacu zwrócony był w kierunku północno-zachodnim. Znajdował się tam ganek klasycystyczny z portykiem kolumnowym o kapitelach w porządku doryckim, okna rozmieszczono asymetrycznie. Wewnątrz na osi ganku znajdowała się sień, a pomieszczenia posiadały sklepienia kolebkowe na gruntach oraz żagielkowe.
W dniu 3 marca 2009 roku w siedzibie Urzędu Gminy w Stopnicy podpisano umowę na roboty budowlane związane z realizacją zadania pn. „Odbudowa Zamku Królewskiego w Stopnicy w celu utworzenia Gminnego Centrum Kultury”. Inwestycja współfinansowana będzie ze środków Europejskiego Funduszu Rozwoju Regionalnego w ramach Regionalnego Programu Operacyjnego Województwa Świętokrzyskiego 2007–2013, Działanie 5.2 „Podniesienie jakości usług publicznych poprzez wspieranie placówek edukacyjnych i kulturalnych”. Wartość podpisanej umowy 7 687 242,50 zł z czego dofinansowanie ze środków strukturalnych Unii Europejskich stanowić będzie 53,2% wydatków kwalifikowanych. Odbudowany zamek został uroczyście otwarty 29 stycznia 2011 r. (Więcej w: Zamek w Stopnicy)

#### Domy służby folwarcznej
Są to nieistniejące już dwa murowane budynki z kamienia usytuowane w odległości kilkudziesięciu metrów na południe od zamku.

#### Park
Park został założony w 1783 roku przez starostę stopnickiego Eliasza Wodzickiego. Obejmował on obszar o powierzchni 2 km. Położony był pomiędzy zamkiem a murami ogrodu klasztornego. Do parku prowadziła brama wjazdowa z figurami kamiennymi. W samym parku stały kamienne figury oraz altany. Park przypominał inne tego typu założenia z okresy baroku i oświecenia. Po I wojnie światowej dzierżawca folwarku państwowego „Podzamcze” wyciął park i zniszczył znajdujące się w nim rzeźby. Z parku pozostał tylko tzw. „Grabina” złożona z drzew grabowych. I ona padła ofiarą siekier podstopnickich chłopów już po II wojnie światowej. Dziś po parku nie ma żadnych śladów. Na jego obszarze znajduje się stadion sportowy LZS „Piast” oraz budynek szkoły mieszczący szkołę podstawową, gimnazjum i zespół szkół ponadgimnazjalnych.

#### Młyn wodny
Usytuowany jest nad rzeką Stopniczanką i jej też wodą był zasilany. Zbudowany w 1827 roku w miejscu poprzednich. Wchodził w skład zespołu zamkowego i był użytkowany najpierw przez starostę stopnickiego, a w okresie zaborów przez carskich użytkowników majątku donacyjnego powstałego na bazie dawnego starostwa stopnickiego. W odrodzonej Polsce należał do folwarku państwowego „Podzamcze”. Od tegoż folwarku w 1932 roku odkupił młyn Adam Chmielarski pochodzący z Suchowoli. W rękach rodziny Chmielarskich młyn pozostaje do chwili obecnej. Dziś jego właścicielem jest wnuk Adama – Jacek Chmielarski. W początkach lat 60. XX wieku młyn został zelektryfikowany i pozbawiony koła. Już w latach 70. XX wieku otynkowano go. Na skutek tych zabiegów młyn stracił cechy zabytku. Na ścianie młyna zachowała się tabliczka 1827 r.

### Cmentarze

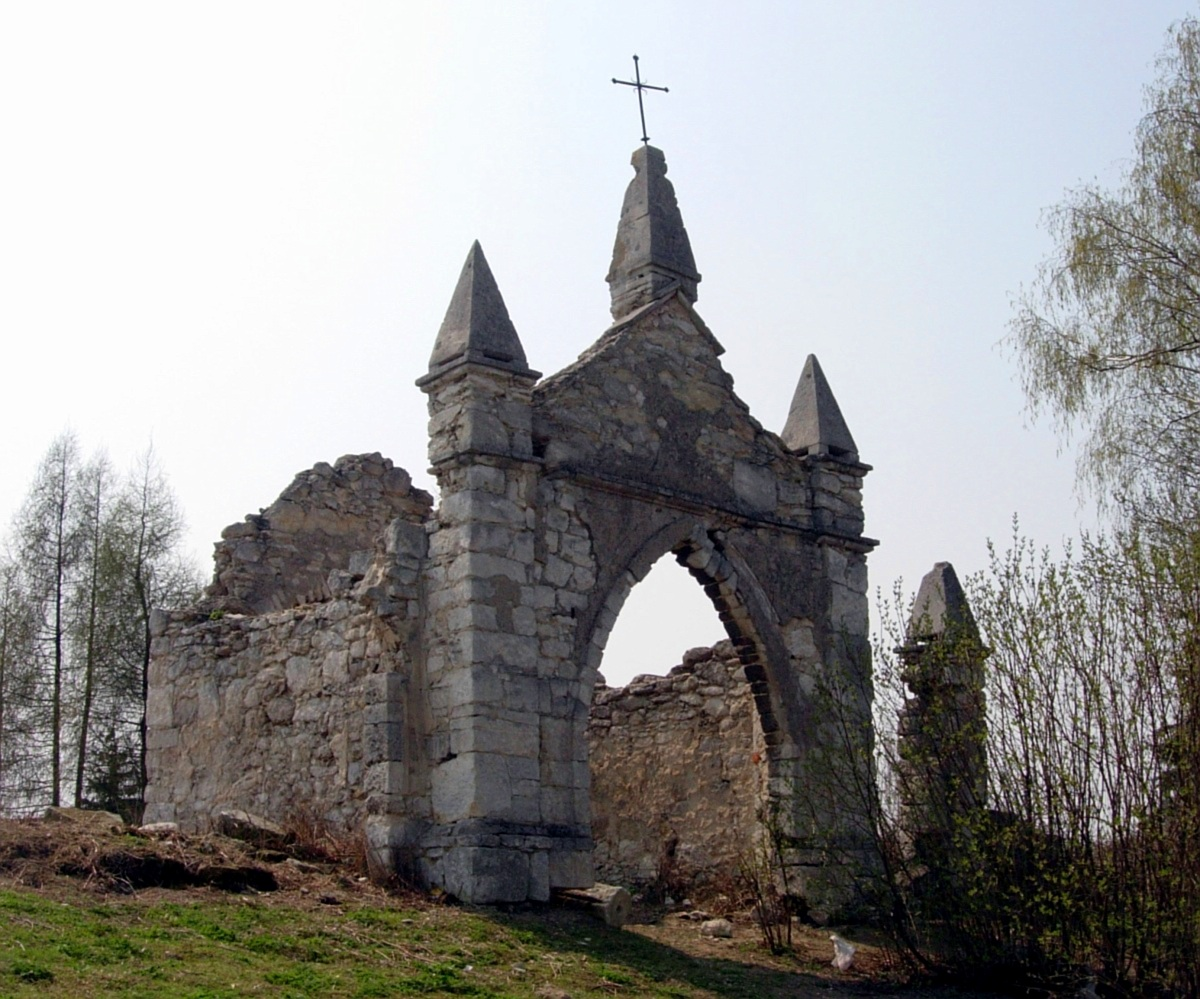
Stary cmentarz

#### Stary cmentarz
Usytuowany na pagórku powyżej dworca autobusowego PKS, pomiędzy nim a drogą Kielce- Tarnów. Od wschodu ograniczony ul. Cmentarną, a od zachodu parcelami budowniczymi należącymi do ul. dra W. Piotrowskiego.
Założony w 1786 roku z inicjatywy ks. Józefa Olechowskiego, proboszcza stopnickiego. Jeden z najstarszych cmentarzy w Polsce założonych poza obszarem kościoła. Był cmentarzem grzebalnym parafii Stopnica do 1880 roku, kiedy to z powodu wypełnienia miejsc założono Nowy Cmentarz (obecny cmentarz grzebalny Stopnicy). Od tego czasu ustały pochówki, a nekropolia ulegała stopniowemu niszczeniu przez czas, a głównie na skutek działań wojennych II wojny światowej. Reszty dopełniło porządkowanie cmentarza w 1984 roku przeprowadzone z inicjatywy ks. prałata Stanisława Urbańskiego. Wycięto porastające cmentarz krzaki i chaszcze, oraz zniszczono ciężkim sprzętem wszystkie nagrobki.
Obecnie w górnej części zachował się klasycystyczny krzyż konsekracyjny cmentarza z datą „1786”. W pobliżu ruiny neogotyckiej kostnicy i neorenesansowej bramy cmentarnej oraz zachowane w pobliżu przyziemne mury po domu służbowym zakrystianów kościoła św. ap. Piotra i Pawła. Obok groby Antoniego Głuchowskiego (zm. 1858) i Jakuba Nawrockiego (zm. 1868), z którego spadł leżący obok posąg apostoła św. Jakuba Starszego oraz żeliwny nagrobek Franciszka Puchackiego (zm. 1846), przeniesiony z grobu przed kaplicą cmentarną w 1984 roku. W połowie wysokości cmentarza, w pobliżu jego zachodniego końca, neogotycki kościółek cmentarny postawiony w 1870 roku z fundacji Jana Żelazowskiego, aptekarza stopnickiego, jako mauzoleum dla członków jego rodziny. Zrujnowany w wyniku działań wojennych i przez czas, odnowiony został w 1970 roku przez ks. kanonika Kazimierza Biernackiego, ówczesnego proboszcza i dziekana stopnickiego.
Obok kościółka żeliwny krzyż na kamiennym postumencie oznaczającym grób Michaliny Pascal.
We wschodniej części cmentarza w jesieni 1999 roku postawiono drewniany krzyż misyjny z 1966 roku. Do tego momentu stał on na cmentarzu kościelnym obok kościoła farnego św. ap. Piotra i Pawła upamiętniając misje święte z okazji 1000-lecia Chrztu Polski. W jesieni 1999 roku odbyły się w tej świątyni misje przygotowujące do Jubileuszu 2000-lecia Narodzenia Chrystusa. Wtedy postawiono nowy krzyż, a dotychczasowy został przeniesiony na Stary Cmentarz.
Dzięki staraniom i pracom społecznym członków Towarzystwa Przyjaciół Stopnicy, a także władzą gminy udało się uporządkować teren cmentarza. Planuje się też jego ogrodzenie i systematyczną odbudowę.

#### Nowy cmentarz

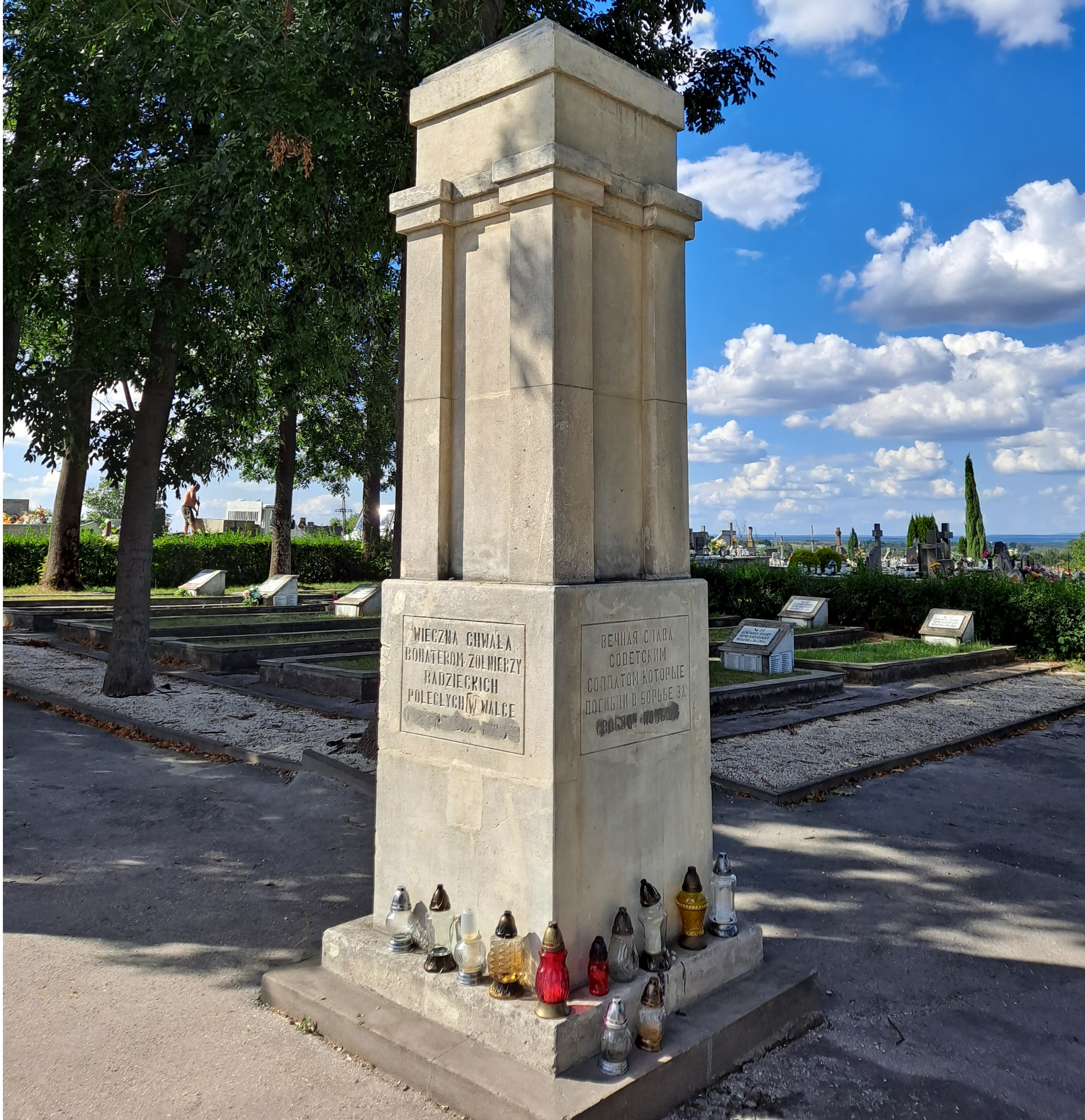
Obelisk

Położony na pagórku na południe od miasta, dostępny ul. Cmentarną i od strony drogi wylotowej do Solca- Zdroju. Obecnie jedyny cmentarz grzebalny obu parafii stopnickich. Założony został w 1880 roku, gdy miejsca na Starym Cmentarzu były już przepełnione. Zachowało się kilka starych nagrobków, m.in. aptekarzy Majewskich z figurą Matki Boskiej Niepokalanej, Józefa (zm. 1918) i Agnieszki z Godowskich (zm. 1910), Leszczyńskich z rzeźbą Chrystusa z krzyżem dłuta rzeźbiarza Aleksandra Łabędzkiego z Piotrkowic, dra Hasmana- lekarza powiatu stopnickiego, rodu Patków, Feliksa Stelmaszyńskiego (zm. 4 VIII 1944 r.), wykładowcy na tajnych kompletach w Stopnicy i Busku- Zdroju. Znajduje się tu kilkadziesiąt grobów z pomnikami- figurami wykutymi z wapienia pińczowskiego. Przeważają jednak nagrobki wykonane z lastriko.

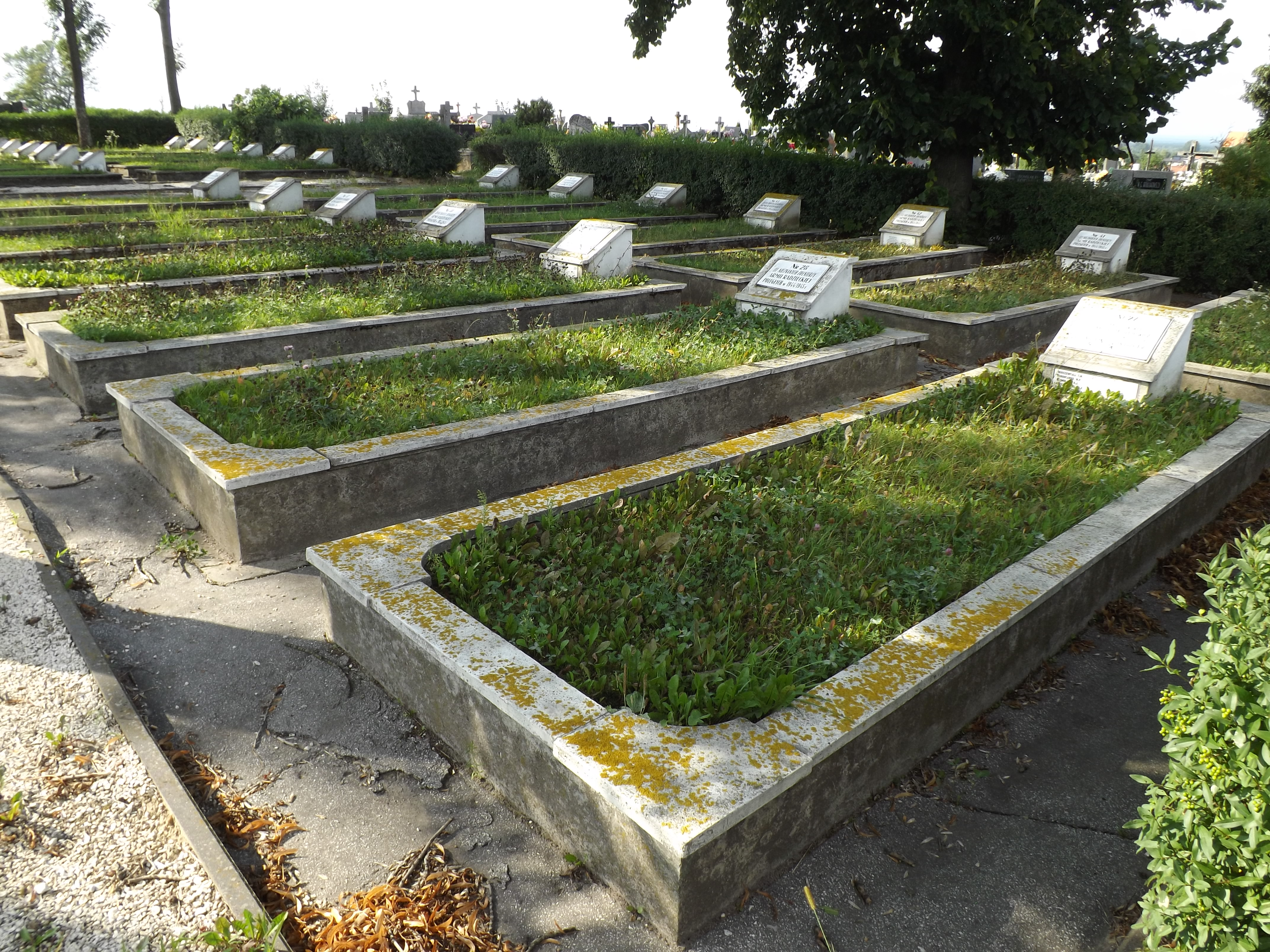
Cmentarz w Stopnicy. Groby żołnierzy armii radzieckiej poległych w walkach na przyczółku baranowsko-sandomierskim w latach 1944–1945.

Na cmentarzu znajdują się 2 zbiorowe mogiły. Jedna z nich poświęcona jest 38 żołnierzom Armii „Kraków” poległych pod Stopnicą w dniach 9–10 września 1939 roku oraz członków rodziny Woźniaków poległych w czasie walk frontowych.
We wschodniej części cmentarza wydzielona jest żywopłotem część będąca nekropolią wojenną żołnierzy radzieckich poległych od sierpnia 1944 r. do stycznia 1945 r. podczas walk frontowych toczących się w tym czasie pod Stopnicą. Na cmentarzu tym spoczywa 1892 żołnierzy radzieckich (163 znanych nazwisk) poległych w walkach pod Stopnicą i w jej okolicach. Cmentarz ma kształt prostokąta, z dwoma krzyżującymi się alejkami. Pośrodku stoi obelisk z piaskowca zakończony czerwoną pięcioramienną gwiazdą i napisem w języku polskim oraz rosyjskim: WIECZNA CHWAŁA BOHATEROM ŻOŁNIERZY RADZIECKICH POLEGŁYCH W WALCE O WYZWOLENIE POLSKI.
W środkowej części cmentarza, pomiędzy dawnym cmentarzem prawosławnym a nekropolią żołnierzy radzieckich stoi Krzyż Katyński. Jest to 5-metrowej wysokości krzyż wykonany ze stali nierdzewnej, osadzony na ołtarzu wykonanym z kamieni, przy którym odbywają się msze w Niedzielę Grobową (1 niedziela czerwca) i Wszystkich Świętych (1 listopada). U stóp ołtarza dwie urny zawierające ziemię z Katynia i Oświęcimia.

#### Cmentarze żydowskie
- Stary cmentarz żydowski w Stopnicy
- Nowy cmentarz żydowski w Stopnicy

### Pomnik Marszałka Józefa Piłsudskiego

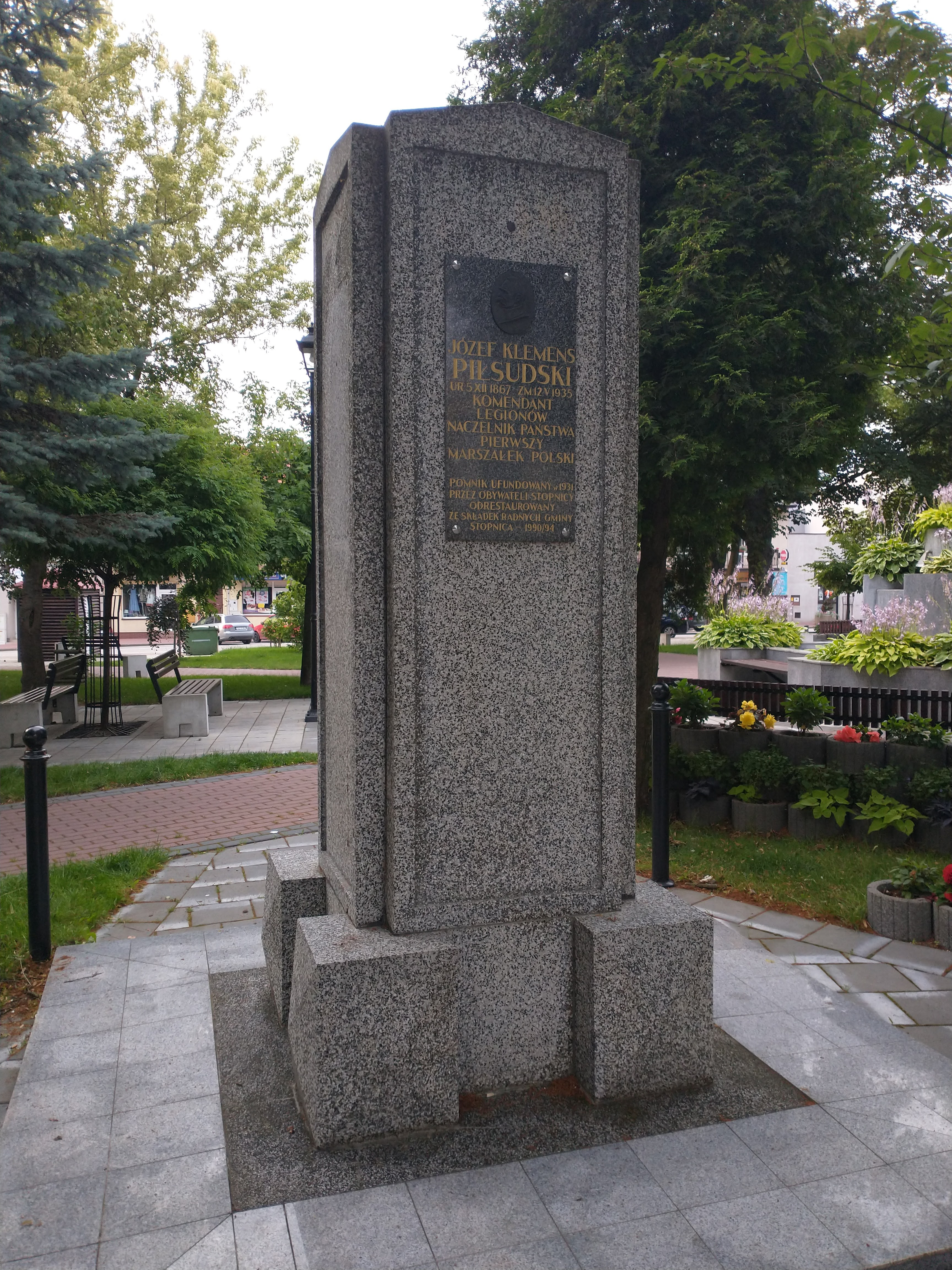
Pomnik Marszałka Józefa Piłsudskiego

Usytuowany przy placu tego imienia wewnątrz porastającego go skwerku. W 1986 roku z inicjatywy miejscowego koła Stronnictwa Demokratycznego, umieszczono na pomniku tablicę kamienną z napisem: BOHATEROM 1794–1918 SPOŁECZEŃSTWO GMINY STOPNICA. Ten stan rzeczy utrzymywał się do 1995 roku, kiedy to z funduszów rady gminy Stopnica, pomnik został gruntownie odnowiony i zaopatrzony w nową tablicę granitową z medalionem wyobrażającym J. Piłsudskiego oraz napisem informującym o miejscu urodzenia Marszałka i historii monumentu. Uroczyste odsłonięcie pomnika nastąpiło w niedzielę 21 maja 1995 roku. Poświęcenia dokonał biskup Mieczysław Jaworski.

### Obiekty małej architektury sakralnej

#### Kapliczki
Na terenie gminy znajdują się trzy okazałe kapliczki domkowe. Najstarsza spośród nich stoi przy ulicy Polnej, poza zabudową miasteczka. Posiada dwuspadowy dach kryty czerwoną dachówką. Szczyty fasady, jak i ściany mają formę schodkową, od frontu półkoliście zakończony otwór wejściowy. Wewnątrz sklepienie kolebkowe.
Kapliczka została postawiona w 1794 roku, jako wyraz kultu Matki Pańskiej silnie ujawniającego się w Stopnicy zwłaszcza w okresie Wielkiego Postu.
Dwie pozostałe kapliczki domkowe można oglądać na przedmieściu Wolica. Są one podobne do siebie i noszą cechy neogotyku. Posiadają dwuspadowe dachu i ostrołukowe portale wejściowe. Pierwsza z nich stoi w pobliżu lasu Wolickiego. Postawiona została w 1895 roku. Odnowiono ją w 1911 roku, o czym świadczy tablica umieszczona na fasadzie.
Druga kapliczka, podobna do opisanej wyżej znajduje się w centralnym punkcie Wolicy. Została zbudowana w 1906 roku. W kapliczce tej znajdują się dwie drewniane figurki: św. Anny Samotrzeciej i M.B. Niepokalanej.

#### Figury przydrożne

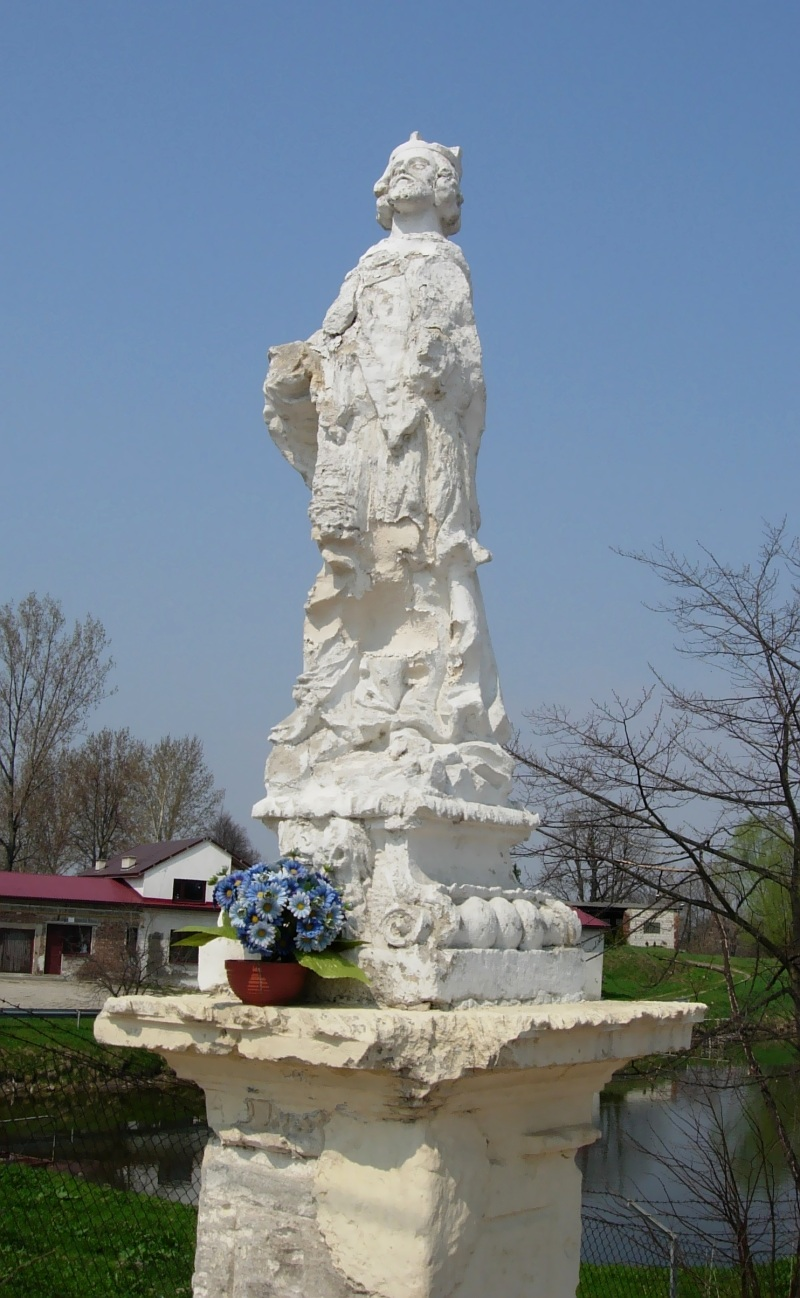
Figura przydrożna św. Jana Nepomucena w Stopnicy

Oprócz 3 kapliczek domkowych w Stopnicy znajduje się duża liczba kamiennych figur przydrożnych. Najstarsza z figur jest poświęcona św. Janowi Nepomucenowi i wznosi się w pobliżu młyna na rzece Stopniczance, należącej pierwotnie do zespołu zamkowego, a obecnie do Jacka Chmielarskiego. Figura została postawiona w 1730 roku z fundacji starosty stopnickiego – Wawrzyńca Lanckorońskiego – o czym świadczy herb Zadora umieszczony w górnej części postumentu.
Druga figura poświęcona jest św. Janowi Nepomucenowi i znajduje się na Błoniu, przy prowadzącej do Oleśnicy drogi.
Trzecią figurę św. Jana Nepomucena możemy oglądać w ogródku przed domem nr 20 przy ul. dra W. Piotrowskiego. Postawiona została prawdopodobnie na przełomie XVIII i XIX stulecia.
Na przedmieściu Wolica stoi kamienna figura św. Wojciecha z 1746 roku, na wysokiej skarpie ponad drogą domostwa Stanisława Urbana.
Przy drodze Kielce- Tarnów, za skrzyżowaniem z szosą odchodzącą w kierunku Staszowa, stoi kamienna figura św. Floriana. Posąg świętego stoi na kolumnie zwieńczonej kapitelem w porządku korynckim. Figura została postawiona w 1806 r. z fundacji Andrzeja i Zofii Barańskich.
W Stopnicy stoją dwie kamienne figury poświęcone M.B. Niepokalanej. Pierwsza z nich znajduje się przy drodze polnej prowadzącej od zabudowań przedmieścia Folwarki do drogi Stopnica – Kołaczkowice. Czas jej powstania to prawdopodobnie przełom XVIII i XIX wieku.
Inna figura poświęcona M.B. Niepokalanej stoi na ul. Źródła. Miała ona zostać postawiona około połowy XIX stulecia z fundacji dwóch mieszczan stopnickich: Józefa Tomczyka i Jadownickiego. Według tradycji pierwotnie miała być zwrócona do źródlisk rzeki Stopniczanki bijących u stóp masywu, ale podczas pożaru w 1859 roku obróciła się w kierunku miasta.
W Stopnicy wciąż są jeszcze budowle, które noszą ślady kul z czasów II wojny światowej.

### Rejestr zabytków nieruchomych
Do rejestru zabytków nieruchomych wpisane są obiekty:
- kościół parafialny pw. św. św. Piotra i Pawła z 1362 r., odbudowany w latach 1949–1956, nr rej.: A.72 z 16.10.1956 i z 22.06.1967,
- zespół klasztorny reformatów z I połowy XVII w., nr rej.: A.73/1-4 z 16.10.1956 i z 23.06.1967:
  - pozostałości kościoła z kaplicą,
  - klasztor,
  - budynek bramny,
- kaplica w Nowej Wsi, ul. Polna, z przełomu XVIII/XIX w., nr rej.: A.74 z 8.02.1958 i z 15.04.1967,
- cmentarz parafialny „stary” z 1786 r., nr rej.: A.75 z 30.08.1994:
  - kaplica z XIX w.,
  - ogrodzenie z 2 bramkami z XIX w.,
- relikty zamku w budynku magazynu, z II połowy XIV w., przebudowany w XVIII w., nr rej.: A.76 z 16.10.1956.

## Sport

### Klub sportowy
W Stopnicy istnieje Ludowy Klub Sportowy Piast Stopnica reaktywowany w 1998 roku. Herbem klubu jest złoty klucz umieszczony na czerwono-biało-czarnych poprzecznych pasach w tle. Klub w sezonie 2015/2016 grał w okręgowej klasie rozgrywek i utrzymał się tam na kolejny sezon. Obiektem, na którym rozgrywane są mecze, jest odnowiony w 2011 roku klubowy stadion, położony w kompleksie sportowo-rekreacyjnym przy ulicy Kazimierza Wielkiego 26.